# Miss Mondo 1964
Miss Mondo 1964, la quattordicesima edizione di Miss Mondo, si è tenuta il 19 novembre 1964, presso il Lyceum Theatre di Londra. Il concorso è stato presentato da Michael Aspel. Ann Sydney, rappresentante del Regno Unito è stata incoronata Miss Mondo 1964.

## Risultati
| Risultato finale | Concorrente |
| ---------------- | --- |
| Miss Mondo 1964  | - Regno Unito - Ann Sydney |
| 2ª classificata  | - Argentina - Ana Maria Soria |
| 3ª classificata  | - Taiwan - Linda Lin Su-hsing |
| 4ª classificata  | - Brasile - Maria Isabel de Avellar Elias |
| 5ª classificata  | - Nuova Zelanda - Lyndal Ursula Cruickshank |
| Finaliste        | - Giamaica - Erica Joanne Cooke - Italia - Mirka Sartori |
| Semifinaliste    | - Danimarca - Yvonne Mortensen - Francia - Jacqueline Gayraud - Germania - Juliane Herm - Grecia - Mary Kouyoumitzou - Liberia - Norma Dorothy Davis - Montserrat - Helen Joseph - Spagna - Maria José Ulla Madronero - Stati Uniti - Jeanne Marie Quinn - Venezuela - Mercedes Hernández Nieves |

## Concorrenti
- Antille Olandesi - Regina Croes
- Argentina - Ana Maria Soria
- Austria - Victoria Lazek
- Belgio - Danièle Defrère
- Brasile - Maria Isabel de Avellar Elias
- Canada - Mary Lou Farrell
- Ceylon - Marina Dellerene Swan
- Colombia - Paulina Vargas Gilede
- Corea del Sud - Yoon Mi-hee
- Danimarca - Yvonne Mortensen
- Ecuador - Maria de Lourdes Anda Vallejo
- Finlandia - Maila Maria Östring
- Francia - Jacqueline Gayraud
- Germania - Juliane Herm
- Giamaica - Erica Joanne Cooke
- Giappone - Yoshiko Nakatani
- Gibilterra - Lydia Davis
- Grecia - Mary Kouyoumitzou
- Honduras - Araceli Cano
- Irlanda - Mairen Cullen
- Islanda - Rósa Einarsdóttir
- Italia - Mirka Sartori
- Libano - Nana Barakaf
- Liberia - Norma Dorothy Davis
- Lussemburgo - Gabrielle Heyrard
- Marocco - Leila Gourmala
- Montserrat - Helen Joseph
- Nicaragua - Sandra Correa
- Nuova Zelanda - Lyndal Ursula Cruikshank
- Paesi Bassi - Renske van der Berg
- Portogallo - Rolanda Campos
- Regno Unito - Ann Sydney
- Spagna - Maria José Ulla Madronero
- Stati Uniti - Jeanne Marie Quinn
- Sudafrica - Vedra Karamitas†
- Suriname - Norma Dorothy Tin Chen Fung
- Svezia - Agneta Malmgren
- Taiwan - Linda Lin Su-Hsing
- Tunisia - Dolly Allouche
- Turchia - Nurlan Coskun
- Uruguay - Alicia Elena Gomez
- Venezuela - Mercedes Hernández Nieves